# الکساندر کیریچنکو
الکساندر کیریچنکو (انگلیسی: Aleksandr Kirichenko؛ زادهٔ ۱۳ اوت ۱۹۶۷) دوچرخه‌سوار اهل اتحاد جماهیر سوسیالیستی شوروی است.
وی در مسابقات کشوری و بین‌المللی در مجموع برندهٔ ۱ مدال طلا شده‌است.